# Liste der Monuments historiques in Épense
Die Liste der Monuments historiques in Épense führt die Monuments historiques in der französischen Gemeinde Épense auf.

## Liste der Objekte
| Bezeichnung               | Beschreibung                                               | Standort                                   | Kennzeichnung | Schutzstatus | Datum | Bild |
| ------------------------- | ---------------------------------------------------------- | ------------------------------------------ | ------------- | ------------ | ----- | ---- |
| Marienaltar               | rechter Seitenaltar; Holz, farbig gefasst, 19. Jahrhundert | in der Kirche Conversion-de-St-Paul (Lage) | PM51002280    | Inscrit      | 1975  |      |
| Paulusaltar               | linker Seitenaltar; Holz, farbig gefasst, 18. Jahrhundert  | in der Kirche Conversion-de-St-Paul (Lage) | PM51002279    | Inscrit      | 1975  |      |
| Glocke                    | Bronze, 1528 gegossen                                      | in der Kirche Conversion-de-St-Paul (Lage) | PM51000377    | Classé       | 1911  |      |
| Taufbecken                | Stein, um 1600                                             | in der Kirche Conversion-de-St-Paul (Lage) | PM51001500    | Classé       | 1970  |      |
| Grabstein für Jean Guédon | Stein, bezeichnet 1722                                     | in der Kirche Conversion-de-St-Paul (Lage) | PM51002281    | Inscrit      | 1975  |      |